# Igor Bubnjić
Igor Bubnjić (Spalato, 17 luglio 1992) è un allenatore di calcio ed ex calciatore croato, di ruolo difensore, tecnico della squadra Primavera dell'Udinese.

## Caratteristiche tecniche
Difensore centrale mancino, forte fisicamente abile nei colpi di testa.

## Carriera

### Club
Cresciuto nello Slaven Belupo, nell'agosto 2011 viene ceduto in prestito per qualche mese al Koprivnica (terza divisione croata). Ritornato allo Slaven, alla fine di agosto 2012 firma un contratto quinquennale con la società italiana dell'Udinese, che beneficerà delle prestazioni del calciatore a partire dal giugno del 2013. Il suo esordio assoluto con la maglia dello Slaven risale al 12 maggio del 2012 nella sfida contro l'Istra (2-2).
Il 19 luglio 2012 esordisce in UEFA Europa League nella vittoria netta sul Portadown (6-0): gioca 73 minuti, uscendo al posto di Borislav Pilipović. Il 22 luglio esordisce nella nuova stagione siglando lo 0-1 contro il Cibalia in campionato (0-3 finale) e quattro giorni dopo realizza la sua prima rete europea nella sfida di ritorno di Europa League a Portadown (2-4).
Esordisce in Serie A con la maglia dell'Udinese il 15 settembre 2013 nella partita di campionato Udinese-Bologna (1-1), subentrando nel secondo tempo a Maurizio Domizzi.
Il 23 luglio 2015 passa in prestito al Carpi, neo promosso in Serie A. Il 22 novembre seguente, nel corso della partita persa contro il Chievo (1-2), si infortuna gravemente al ginocchio destro, procurandosi la lesione del legamento crociato anteriore.
Il 31 agosto 2016 passa in prestito secco al Brescia in Serie B. Per il club, giocherà appena 8 partite, per poi ritornare all'Udinese il 30 gennaio 2017.
Il 15 febbraio 2018 Bubnjić viene ceduto in prestito all'Inter Zapresic. Tuttavia, nel club croato non riesce mai a scendere in campo in gare ufficiali.
Il 1⁰ luglio 2018 l'Udinese rescinde ufficialmente il contratto del difensore.
Il 1⁰ ottobre 2018 Bubnjić firma per l'Hibernians FC, club militante nella massima serie maltese. Lascia il club durante l'estate 2019, dopo aver totalizzato appena 2 presenze; il 7 ottobre 2019 annuncia il ritiro dal calcio giocato a soli 27 anni, a causa di un grave infortunio.
A quasi due anni dal suo ritiro, nell'estate del 2021 ci ripensa: il 23 luglio si accorda con il Daruvar, la squadra nella quale aveva mosso i primi passi da calciatore. Il 1⁰ luglio 2022 si ritira nuovamente dal calcio giocato a seguito dei tanti infortuni patiti in carriera.

### Nazionale
Debutta in Under-21 il 15 agosto 2012 giocando da titolare la sfida contro la Georgia (1-1).
Fa il suo esordio nella Nazionale maggiore il 10 giugno 2013 in amichevole contro il Portogallo facendo il suo ingresso all'87º al posto di Vedran Ćorluka. Il 10 settembre 2013 gioca da titolare nell'amichevole contro la Corea del Sud.

### Allenatore
L'11 agosto 2022 viene incaricato di allenare l'Under 19 dell'Istra 1961.
Il 13 giugno 2023 ottiene l'incarico di allenare la squadra primavera dell'Udinese, con un contratto fino al 30 giugno del 2024.
La squadra, appena retrocessa, disputa un ottimo campionato di Primavera 2, riuscendo a piazzarsi in zona playoff. Nei playoff i bianconeri vincono contro il Napoli (ai rigori) ai quarti, contro l'Ascoli (3-1) in semifinale e contro il Venezia (0-2) in finale, ottenendo così l'immediata promozione in Primavera 1.

## Statistiche

### Presenze e reti nei club
| Stagione             | Squadra              | Campionato           | Campionato | Campionato | Coppe nazionali | Coppe nazionali | Coppe nazionali | Coppe continentali | Coppe continentali | Coppe continentali | Altre coppe | Altre coppe | Altre coppe | Totale | Totale |
| Stagione             | Squadra              | Comp                 | Pres       | Reti       | Comp            | Pres            | Reti            | Comp               | Pres               | Reti               | Comp        | Pres        | Reti        | Pres   | Reti   |
| -------------------- | -------------------- | -------------------- | ---------- | ---------- | --------------- | --------------- | --------------- | ------------------ | ------------------ | ------------------ | ----------- | ----------- | ----------- | ------ | ------ |
| 2011-gen. 2012       | Koprivnica           | 3.HNL                | 13         | 2          | CC              | 0               | 0               | -                  | -                  | -                  | -           | -           | -           | 13     | 2      |
| gen.-giu. 2012       | Slaven Belupo        | 1.HNL                | 9          | 1          | CC              | 0               | 0               | -                  | -                  | -                  | -           | -           | -           | 9      | 1      |
| 2012-2013            | Slaven Belupo        | 1.HNL                | 25         | 1          | CC              | 5               | 1               | UEL                | 4                  | 1                  |             | -           | -           | 34     | 3      |
| Totale Slaven Belupo | Totale Slaven Belupo | Totale Slaven Belupo | 34         | 2          |                 | 5               | 1               |                    | 4                  | 1                  |             | -           | -           | 43     | 4      |
| 2013-2014            | Udinese              | A                    | 7          | 0          | CI              | 1               | 0               | UEL                | 0                  | 0                  | -           | -           | -           | 8      | 0      |
| 2014-2015            | Udinese              | A                    | 6          | 0          | CI              | 2               | 0               | -                  | -                  | -                  | -           | -           | -           | 8      | 0      |
| 2015-2016            | Carpi                | A                    | 9          | 0          | CI              | 1               | 0               | -                  | -                  | -                  | -           | -           | -           | 10     | 0      |
| 2016-2017            | Brescia              | B                    | 8          | 0          | CI              | 0               | 0               | -                  | -                  | -                  | -           | -           | -           | 8      | 0      |
| gen.-giu. 2017       | Udinese              | A                    | 0          | 0          | CI              | 0               | 0               | -                  | -                  | -                  | -           | -           | -           | 0      | 0      |
| 2017-feb. 2018       | Udinese              | A                    | 0          | 0          | CI              | 0               | 0               | -                  | -                  | -                  | -           | -           | -           | 0      | 0      |
| Totale Udinese       | Totale Udinese       | Totale Udinese       | 13         | 0          |                 | 3               | 0               |                    | 0                  | 0                  |             | -           | -           | 16     | 0      |
| feb.-giu. 2018       | Inter Zaprešić       | 1.HNL                | 0          | 0          | CC              | -               | -               | -                  | -                  | -                  | -           | -           | -           | 0      | 0      |
| 2018-2019            | Hibernians           | BOV                  | 2          | 0          | MC              | 0               | 0               |                    | -                  | -                  |             | -           | -           | 2      | 0      |
| Totale carriera      | Totale carriera      | Totale carriera      | 79         | 4          |                 | 9               | 1               |                    | 4                  | 1                  |             | -           | -           | 92     | 6      |

### Cronologia presenze e reti in Nazionale
| Cronologia completa delle presenze e delle reti in nazionale ― Croazia | Cronologia completa delle presenze e delle reti in nazionale ― Croazia | Cronologia completa delle presenze e delle reti in nazionale ― Croazia | Cronologia completa delle presenze e delle reti in nazionale ― Croazia | Cronologia completa delle presenze e delle reti in nazionale ― Croazia | Cronologia completa delle presenze e delle reti in nazionale ― Croazia | Cronologia completa delle presenze e delle reti in nazionale ― Croazia | Cronologia completa delle presenze e delle reti in nazionale ― Croazia |
| Data                                                                   | Città                                                                  | In casa                                                                | Risultato                                                              | Ospiti                                                                 | Competizione                                                           | Reti                                                                   | Note                                                                   |
| ---------------------------------------------------------------------- | ---------------------------------------------------------------------- | ---------------------------------------------------------------------- | ---------------------------------------------------------------------- | ---------------------------------------------------------------------- | ---------------------------------------------------------------------- | ---------------------------------------------------------------------- | ---------------------------------------------------------------------- |
| 10-6-2013                                                              | Ginevra                                                                | Croazia                                                                | 0 – 1                                                                  | Portogallo                                                             | Amichevole                                                             | -                                                                      | 87’                                                                    |
| 10-9-2013                                                              | Jeonju                                                                 | Corea del Sud                                                          | 1 – 2                                                                  | Croazia                                                                | Amichevole                                                             | -                                                                      |                                                                        |
| Totale                                                                 |                                                                        | Presenze                                                               | 2                                                                      |                                                                        | Reti                                                                   | 0                                                                      |                                                                        |